# BeppoSAX
BeppoSAX foi um telescópio orbital de raios X ítalo-neerlandês, cujo nome é uma homenagem ao físico Giuseppe "Beppo" Occhialini. A sigla SAX vem do italiano  Satellite per Astronomia a raggi X  (satélite para astronomia de raios X).

## Lançamento
Foi lançado por um foguete Atlas G-Centaur em 30 de abril de 1996 em uma órbita de 600 km de altitude e uma inclinação de 3,9 graus em relação ao plano do equador.

## Operação
Operou com sucesso até 30 de abril de 2002. Um ano depois reentrou na atmosfera terrestre e caiu no Oceano Pacífico.